# Soliste

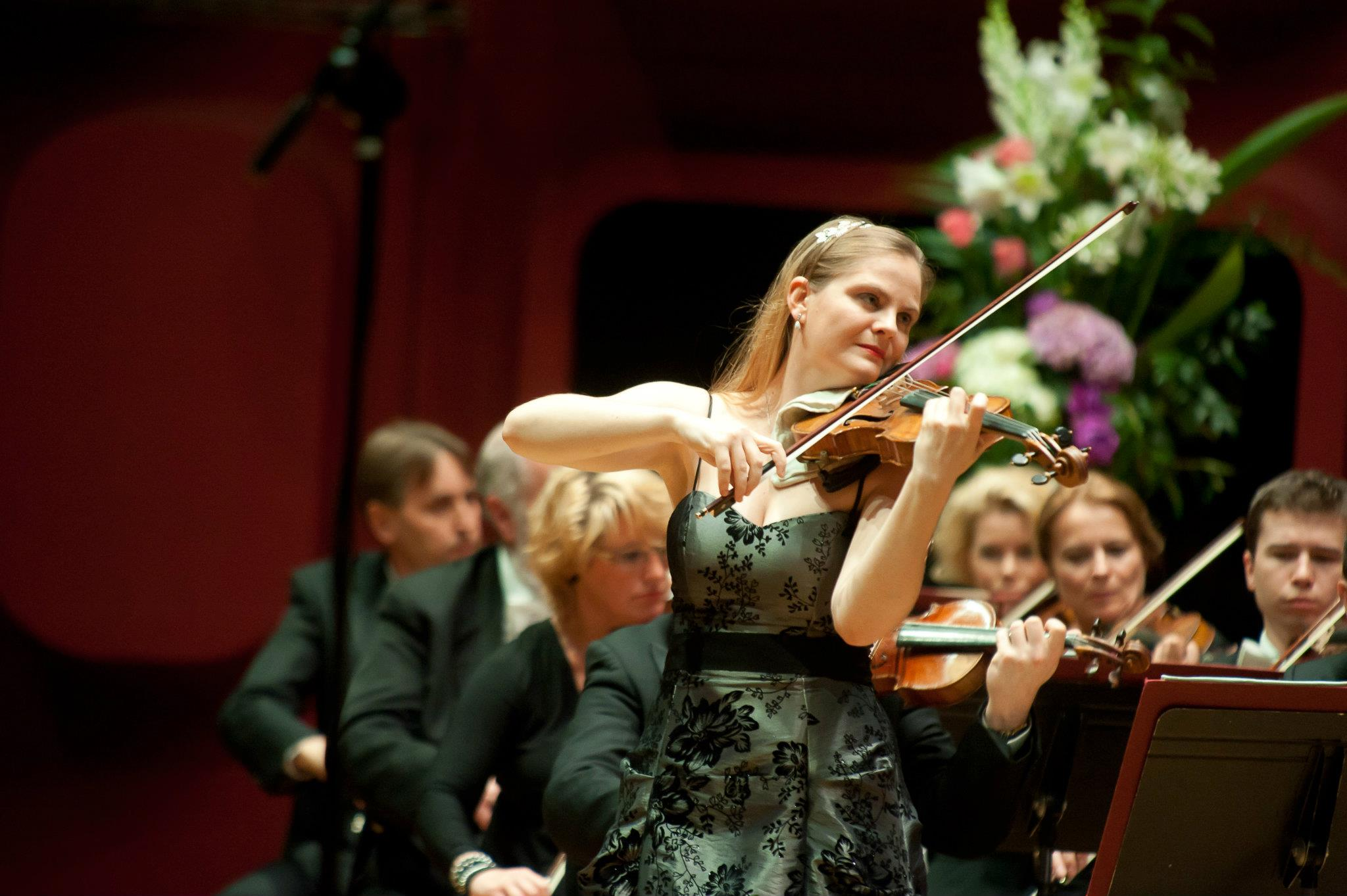
Solenne Païdassi en soliste avec le Sinfonia Varsovia - Strasbourg 19 juin 2012

Un soliste est un danseur ou un interprète musical qui assure seul l'exécution d'un ballet ou d'une partie musicale dans un ensemble ou de manière isolée.

## En danse
Le et la soliste sont des interprètes choisis en fonction des leurs qualités techniques et artistiques pour danser en solo une séquence (dite variation) d'un ballet ou une œuvre entière. Soliste est le titre suprême dans de nombreuses compagnies de ballet (comme le Ballet royal danois ou le Ballet du XXe siècle) ; aux USA, c'est le second titre après celui de «  premier danseur ». En France et au XXIe siècle, il ne désigne plus aucun échelon de la hiérarchie du corps de ballet du Ballet de l'Opéra national de Paris alors qu'au début des années 1950, il y était précisé que « les solistes ou premiers danseurs sont habilités à remplacer les étoiles. ».

## En musique
Le soliste s'oppose au musicien qui, au sein d'un pupitre, exécute collectivement une partie musicale (un choriste dans une chorale, un violoniste dans un orchestre symphonique, etc.).
Par exemple, dans un concerto pour piano, le soliste est le pianiste, alors que les différents musiciens de l'orchestre réalisant leurs parties musicales respectives sont des « musiciens de pupitre ». Les parties musicales confiées à un soliste sont d'ordinaire plus virtuoses que celles des autres musiciens : vélocité, puissance, étendue du registre, etc.

### En musique classique
Après la période baroque, le soliste se différencie nettement du musicien de pupitre, par une spécialisation et une technicité tout à fait particulières, encouragées ou exigées par les compositeurs eux-mêmes.
- En ce qui concerne la musique vocale, le soliste apparaît à la fin du XVIe siècle : c'est le début de la période monodique (ou « mélodie accompagnée »), qui voit naître des genres tels que le récitatif, l'opéra, l'oratorio, etc., dans lesquels le soliste se distingue de plus en plus nettement des chœurs. En ce qui concerne la musique instrumentale, le soliste apparaît au début du XVIIIe siècle, à l'occasion de la naissance de la musique concertante (principalement illustrée par le concerto) ainsi que de la musique de chambre (sonate, trio, quatuor à cordes, etc.).
- Un exemple pour faire la différence entre le soliste et le musicien jouant parmi les pupitres. Dans un orchestre de chambre, chacune des cinq parties (à savoir : premier violon, second violon, alto, violoncelle et contrebasse) est assurée par un « pupitre ». On a donc dans ce premier cas : plusieurs premiers violons, plusieurs seconds violons, plusieurs altos, plusieurs violoncelles et plusieurs contrebasses. Dans le quintette à cordes, au contraire, chacune des cinq parties (ce sont exactement les mêmes : premier violon, second violon, alto, violoncelle et contrebasse) est assurée par un « soliste », on a donc dans ce deuxième cas : un seul premier violon, un seul second violon, un seul alto, un seul violoncelle et une seule contrebasse.
- Dans la musique chorale ou orchestrale, il peut arriver que le compositeur, à la recherche d'un effet de contraste dans une partie destinée à un pupitre particulier, confie une ou plusieurs phrases, non plus à l'ensemble de ce pupitre, mais à un seul exécutant. C'est naturellement le musicien le plus compétent du pupitre qui est chargé d'exécuter ce « solo ».

### Dans le jazz et les musiques populaires
Il convient de distinguer le soliste, qui désigne un musicien, et le solo qui désigne une section musicale (une ou plusieurs phrases) destinée à être interprétée par un soliste. Les deux mots sont parfois confondus dans le monde du jazz et des musiques populaires apparentées. On parle par exemple de « guitare solo », pour signifier « guitare soliste » ou « guitariste soliste ».